# Équipe du Nigeria masculine de volley-ball
Cet article traite de l'équipe masculine. Pour l'équipe féminine, voir Équipe du Nigeria féminine de volley-ball.
L'équipe du Nigeria de volley-ball est composée des meilleurs joueurs nigériens sélectionnés par la Nigerian Volleyball Federation (NVF). Elle est actuellement classée au 112e rang de la Fédération internationale de volley-ball au 15 janvier 2010.

## Sélection actuelle
Sélection pour les qualifications au championnat du monde 2010.
Entraîneur : Usman Abdallah  Nigeria ; entraîneur-adjoint : Augustine Odumo  Nigeria

## Palmarès et parcours

### Palmarès
- Championnat d'Afrique :
  - Finaliste : 2001
  - Quatrième : 1997

- Jeux africains  :
  - 1978 : 
  - 1999 : 
  - 2003 : 
  - 1987 : 
  - 1995 :

### Parcours

#### Championnat d'Afrique
| - 1967 : non participant - 1971 : non participant - 1976 : non participant - 1979 : 5e - 1983 : non participant - 1987 : 5e - 1989 : non participant - 1991 : 5e - 1993 : non participant - 1995 : 3e | - 1997 : 4e - 1999 : non participant - 2001 : 2e - 2003 : non participant - 2005 : 6e - 2007 : non participant - 2009 : non participant |